# Arlesberg (Geratal)
Arlesberg ist ein Ortsteil von Geraberg in der Landgemeinde Geratal im Ilm-Kreis in Thüringen.

## Lage
Arlesberg liegt am Rand des Thüringer Waldes am Austritt der Zahmen Gera aus dem Gebirge. Den gleichen Namen wie der Ort trägt auch der westlich gelegene, 651 Meter hohe Arlesberg. Südlich von Arlesberg, auf der anderen Seite des Geratals liegt die Hohe Warte (765 Meter). Der alte Dorfkern Arlesbergs liegt, hochwassergeschützt, am nordwestlichen Talhang im Bereich der heutigen Bergstraße/Dr.-Mohr-Straße. Arlesberg lag bis zu deren Umtrassierung an der Bundesstraße 88. Südlich des Ortes im Jüchnitzgrund liegt das Schullandheim Geraberg.

## Geschichte
Erstmals erwähnt wurde Arlesberg im Jahr 1503. Der Ort nahm später einen Aufschwung durch verschiedene Bergwerke unter dem Arlesberg, in denen neben Mangan auch Flussspat gefördert wurde. Der Verarbeitung diente die Braunsteinmühle an der Zahmen Gera. Gleichzeitig breitete sich der Ort nun auch entlang des Tals an der Gehlberger und Geraer Straße aus. Auch ein eigener Friedhof wurde oberhalb des Ortes angelegt, während die Pfarrkirche in Geraberg zum Gottesdienst besucht wurde.
Der Ort im Amt Schwarzwald gehörte zu verschiedenen Ernestinischen Herzogtümern, zuletzt von 1826 bis 1918 zum Herzogtum Sachsen-Coburg und Gotha. 1923 wurden die Dörfer Gera unterhalb und Arlesberg oberhalb zur neuen Gemeinde Geraberg zusammengelegt. Im 20. Jahrhundert nahm die Industrialisierung in Arlesberg weiter an Fahrt auf und 1886 gründete das Ilmenauer Unternehmen Thüringische Glasinstrumentenfabrik Alt, Eberhardt & Jäger eine Fabrik in Arlesberg. Diese wurde zu DDR-Zeiten unter dem Namen Thermometerwerk Geraberg weiter ausgebaut und avancierte zum größten Arbeitgeber der Umgebung. In ihrer Nachbarschaft entstanden Sportplätze und das Geraberger Schwimmbad. Nach der Wiedervereinigung wurde die Fabrik geschlossen und das größte Nachfolgeunternehmen Geratherm zog ins Gewerbegebiet nördlich des Ortes um. Die alte Fabrik wurde abgerissen.
Geraberg wurde am 1. Januar 2019 ein Ortsteil der Landgemeinde Geratal.
Weitere bedeutende Firmengründungen waren:
- 1874: Just & Co. AG, eine Koffer- und Kistenfabrik. 1887 baute man an die Jägersche Thermometerfabrik einen Anbau nebst Schneidemühle. Fünf Jahre später vernichtete ein Feuer große Mengen des Lagerbestands und Maschinen, wiewohl die Feuerwehr die Thermometerfabrik retten konnte. Der Kaufmann Just aus Leipzig kaufte 1895 für 250.000 Mark ein 844 ar großes Gelände an der 1879 erbauten Bahnlinie Arnstadt-Ilmenau und ließ ein Jahr später an der Elgersburger Straße ein dreistöckiges Wohnhaus errichten. In der Nähe entstand die neue Fabrik mit 30 Beschäftigten. 1906 übernahm Just die Einrichtungskosten von 400 Mark für eine Kinderbewahranstalt. 1911 stiftete er 5.000 Mark für eine Schwesternstation. 1915, während des Ersten Weltkriegs, lieferte Just alle zwei Wochen Tornister, Rucksäcke und Patronentaschen für ein 1.000 Mann starkes Kriegsbataillon. Nach dem Krieg lieferte Just nach England und Holland. Um 1930 wurde in der Fabrik eine Werksküche eingerichtet. Nach einigen Firmenumwandungen wurde die Firma 1972 in die VEB Thüringer Kofferfabriken Geraberg/Geschwenda umgewandelt und 1976 an das Kombinat Sportgeräte Schmalkalden angeschlossen. Im Herbst 1990 wurde die Produktion eingestellt, und zwei kleine Unternehmen versuchten, die traditionsreiche Produktion fortzusetzen. 1992 erfolgt die Abwicklung durch die Treuhand.
- 1882: Hugo Eger, Porzellanfabrik. Um 1882 wurde von den Porzellanarbeitern Kaufmann, Meusinger und Siptrott eine kleine Porzellanfabrik gegründet, die jedoch schon zwei Jahre später wegen Zahlungsproblemen geschlossen und versiegelt wurde. Im Laufe des Jahres 1885 wurde die Fabrik zweimal verkauft, zuletzt an einen Carl Riemann aus der Schierholzschen Porzellanfabrik Plaue, wo er als Oberdreher arbeitete. (Siehe unten:1896: F. C. Riemann) 1886 waren Riemann und Günther Besitzer der Fabrik, 1890 kam Eduard Wagner dazu. Die Fabrik beschäftigte seinerzeit etwa 50 Mitarbeiter. Aus Altersgründen schied Günther 1895 aus, während Wagner 1896 nach dem Ausscheiden von Riemann Alleininhaber wurde. Riemann (siehe unten) hatte seine eigene Fabrik gegründet. 1908 starb Wagner, seine Witwe verkaufte die Fabrik für 100.000 Mark an den Fabrikanten Hugo Eger, der die Fabrik im Jahre 1911 vergrößerte und meist Akkordarbeiter beschäftigte. Mit der Errichtung einer Turbine wurde 1920 erstmals elektrischer Strom erzeugt. Bis 1930 erhöhte sich die Zahl der Beschäftigten bis zu 160. Ab 1933 ging wegen der Nazis der Export zurück, so dass gegen Ende des Zweiten Weltkriegs nur noch 40 Arbeiter beschäftigt waren. 1943 kamen 18 polnische und russische Zwangsarbeiter hinzu. Nach der 1944 erfolgten Umwandlung der Firma zu einer OHG, deren Inhaber Hugo Eger jun. und Hermann Merkel waren, wurde der Betrieb im Oktober 1948 in das Eigentum des Landes Thüringen überführt. 1949 betrug die Belegschaftsstärke 136 Werktätige. 1950 erfolgte die Eingliederung in das Werk II des VEB Porzellanwerk Gehren. 1973 wurde das Werk geschlossen, die Produktion wie auch die Riemannsche nach Ilmenau verlegt.
- 1896: F. C. Riemann, Porzellanfabrik. Der Fabrikbesitzer Carl Riemann, Schwiegersohn von Friedrich Wilhelm Günther, der bisher mit Eduard Wagner aus Ilmenau zusammenarbeitete, gründete 1896 eine eigene neue Fabrik, die er jedoch schon 1909 an seine beiden Schwiegersöhne in einer Zeit schwierigen Geschäftsgangs übergab. 1916 – die beiden Besitzer wurden zum Kriegsdienst einberufen – wurde die Fabrik geschlossen und nach Ende des Krieges 1919 wieder eröffnet. 1944 starb der damalige Besitzer Frankenberg, die Fabrik übernahm nun dessen Schwiegersohn Walter Müller, ein Schlosser. 1945 wurde die Produktion mit Zustimmung der SMAD wieder aufgenommen, um 1949 Volkseigentum zu werden. 1950 beschäftigte das Unternehmen 71 Mitarbeiter, die Fabrik wurde dem VEB Porzellanwerk Gehren angeschlossen. 1973 wurde die gesamte Produktion in das neue Porzellanwerk Ilmenau (Henneberg-Porzellan) umgelagert und das Porzellanwerk in Geraberg geschlossen. Die Belegschaft wurde in Bussen mehrfach am Tage zum Schichtbeginn ins Eichicht (12 km Entfernung) gefahren. 1977 wurde die alte Produktionsstätte und 1991 das ehemalige Pförtnerhäuschen, es diente zuletzt als Buswartehäuschen, abgerissen.

### Der Manganerzbergbau
Das Bergmassiv südlich des Ortes enthält als Spaltenausfüllung in verschiedenen Porphyren Erze und Minerale. Bereits in der Mitte des 14. Jahrhunderts (1351) gab es auf dem Mittelberg (Berg zwischen Jüchnitz und Zahmer Gera) Eisensteinbergbau. 1665 erfolgten die ersten urkundlichen Erwähnungen des Manganerzbergbaues im Arlesberger Revier. Dieser Bergbau gab dem Revier seine Bedeutung. 1855 erschien erstmals die Braunsteinmühle auf dem Briefkopf der Firma E. Diemar (Braunsteinwerk). Um 1860, der Hauptperiode des Abbaus, waren etwa 400 Menschen in rund 140 Gruben tätig. Die größten Gruben besaßen Stollen von 600 bis 1000 m Länge. Nach einem weiteren Produktionshoch in den Jahren 1915 bis 1924 kam der Bergbau 1931 zum Erliegen, wurde jedoch schon 1936 wieder belebt. 1949 endete der Manganerzbergbau mit der Stilllegung der Grube Heinrichsglück. Die Gesamtproduktion wird auf 75.000 bis 100.000 t geschätzt. Die hohe Qualität der damals geförderten Erze in rund 100 Manganerzgängen verschafften dem ehemaligen Arlesberger Revier weltweite Bedeutung. Außerdem ist der Manganabbau und seine Nutzung im Lauf der historischen Entwicklung des Reviers und seiner Gruben ein wichtiges Indiz für die frühe Industriegeschichte.
Im 20. Jahrhundert begann man zudem den Abbau von Fluss- und Schwerspat im Tal der Zahmen Gera, dieser Bergbau endete 1958. Die Braunsteinmühle bearbeitete bis 1982 importierte Erze.

## Sehenswürdigkeiten
- Durch Arlesberg und den Jüchnitzgrund führt der gut beschilderte Braunsteinweg, der an verschiedenen Stellen mittels Informationstafeln über die Geschichte des Manganbergbaus im Tal unterrichtet. Er beginnt am Kreisverkehr Gehlberger Straße/Geraer Straße/Elgersburger Straße, wo auf einem kleinen Plateau ein alter Sandsteinbrecher steht. Er war von 1935 bis 1960 in Betrieb zur Herstellung von Putz und Mauersand. Der ursprüngliche Standort war in der Nähe der Bergbrauerei.
- Braunsteinmühle
- Braunstein-Wanderweg vom Kreisverkehr Gehlberger Straße bis zum Waldgasthaus Mönchhof

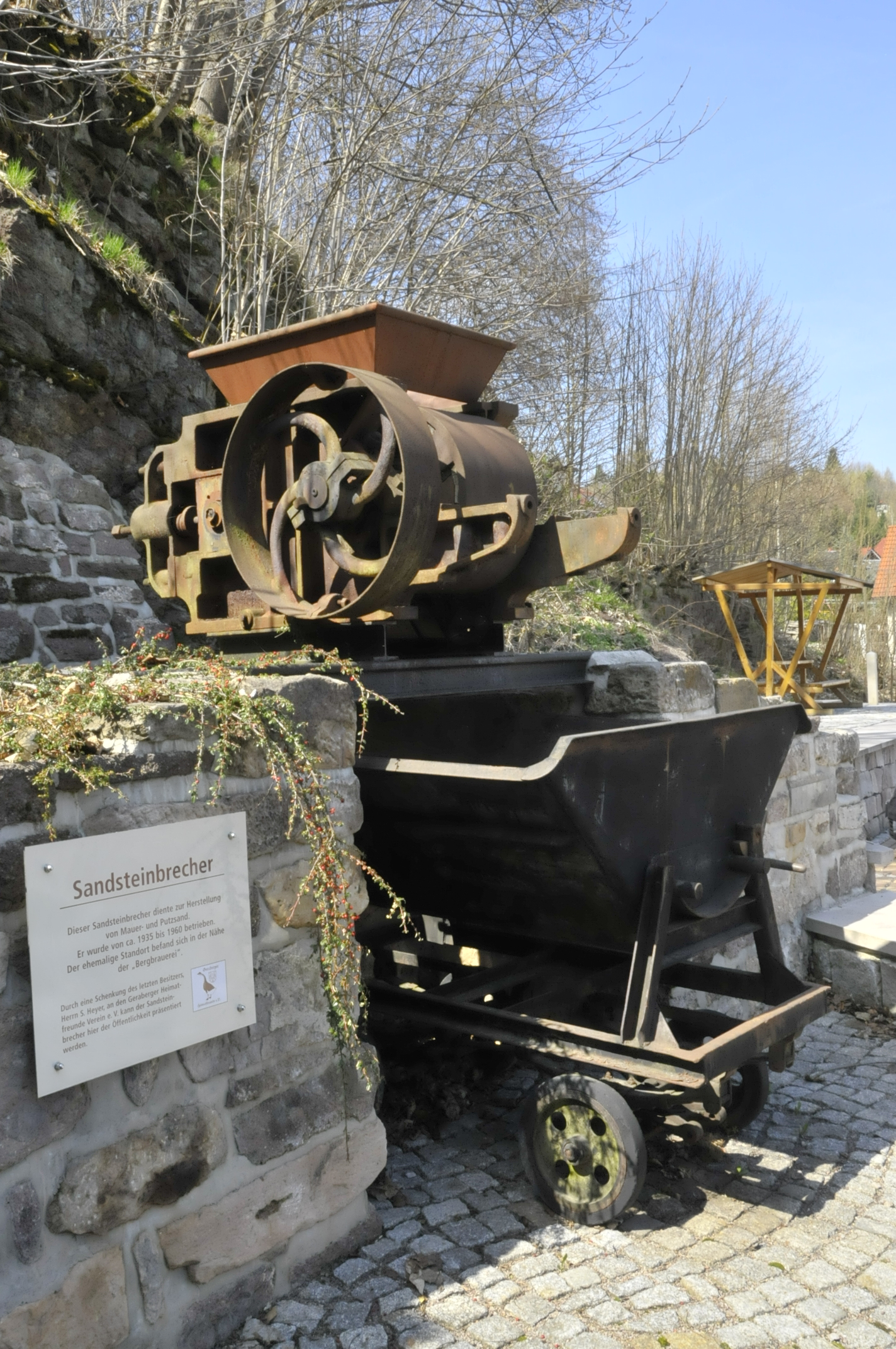
Sandsteinbrecher
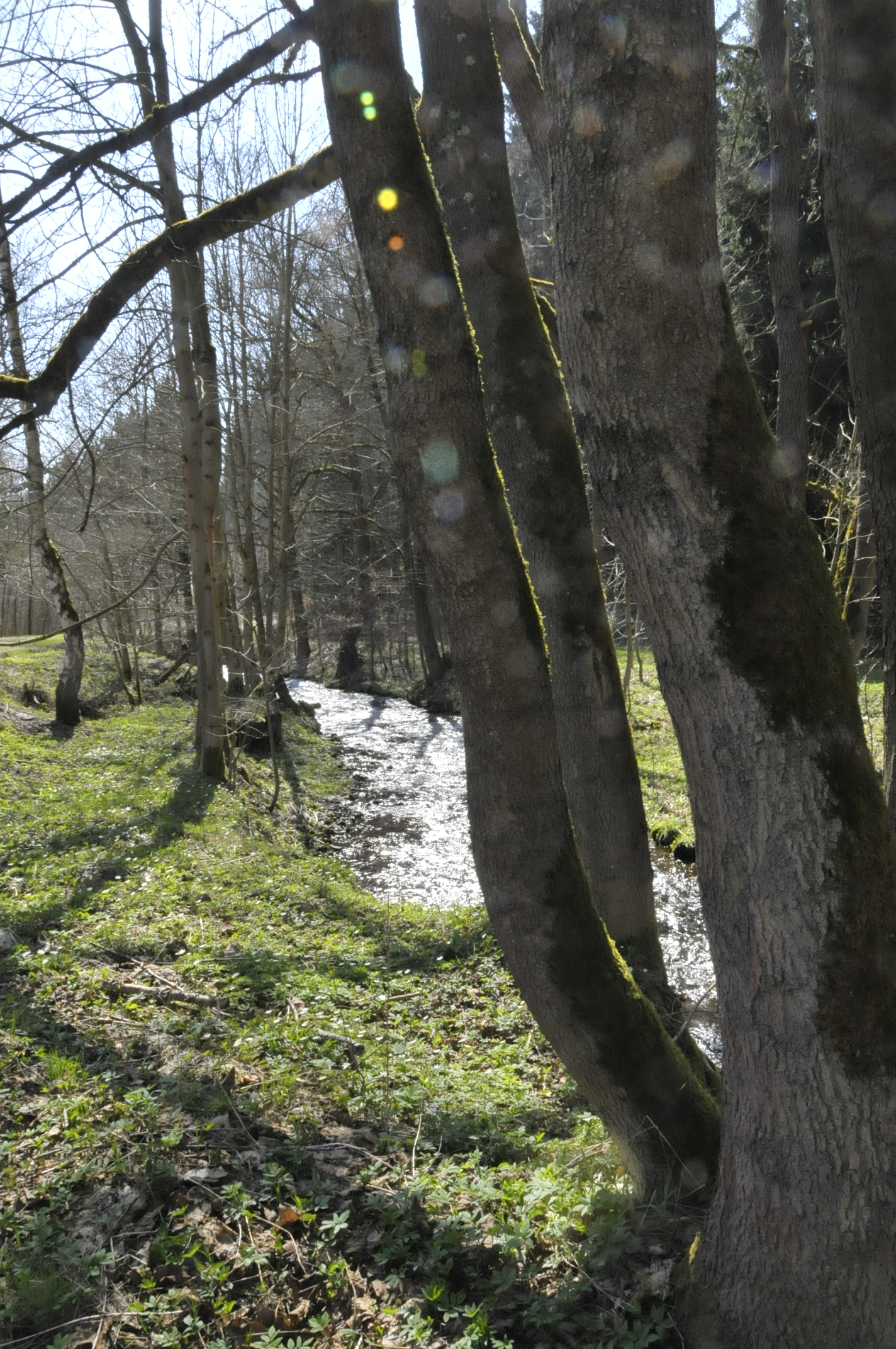
Zahme Gera in Arlesberg
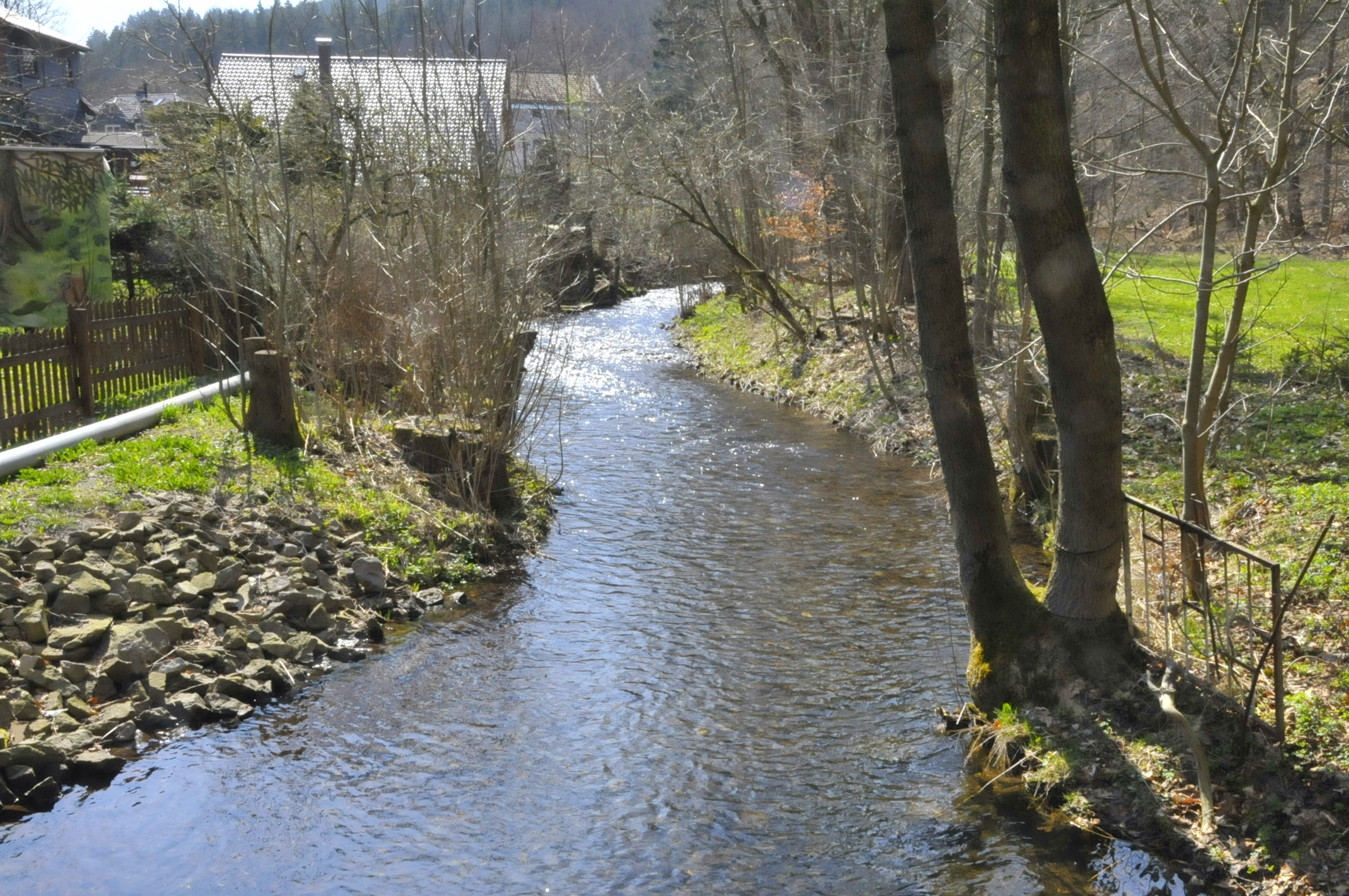
Zahme Gera unmittelbar vor der Braunsteinmühle
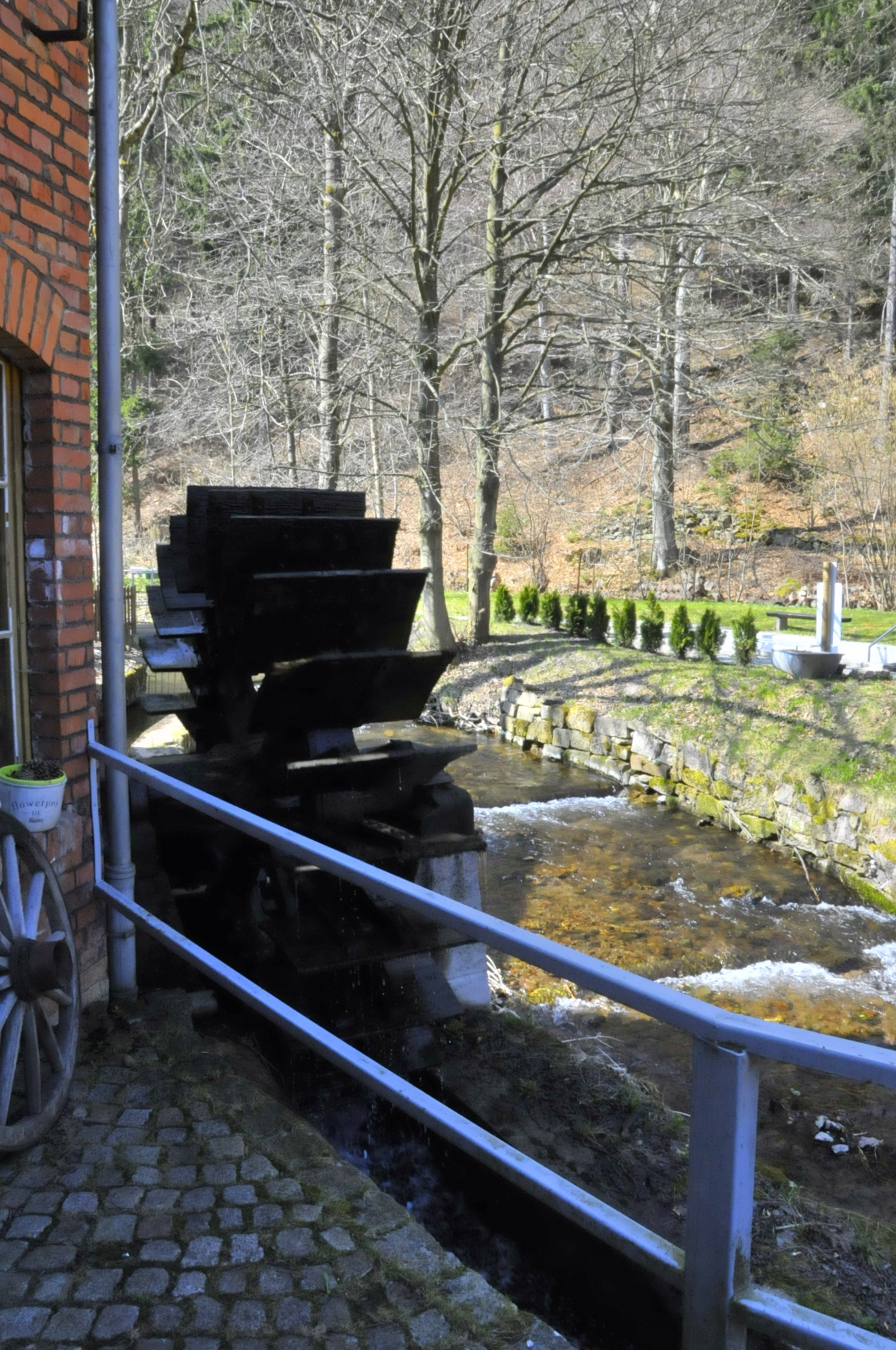
Von der Zahmen Gera betriebenes Mühlrad der Braunsteinmühle